# Fujifilm FinePix S2500 HD
Fujifilm FinePix S2500 HD — псевдозеркальный цифровой фотоаппарат — ультразум компании Fujifilm. Предназначен для использования как начинающими, так и опытными фотографами-любителями.
Обладает цифровой CCD-матрицей с разрешением 12,2 мегапикселей (максимальное разрешение снимка — 4000×3000). Оснащён несъёмным объективом «Fujinon optical zoom lens» с оптическим стабилизатором и эквивалентным диапазоном фокусных расстояний 28—504 мм (обеспечивает увеличение в 18 раз). Наибольшие диафрагмы: F/3,1 (Wide) —F/5,6 (Telephoto).
Камера поддерживает сохранение снимков в формате JPEG. На ней установлен порт HDMI и аудио-видео-выход, сопряжённый с USB. Также имеет функцию записи Full HD видео в формате AVI.